# Ilari Seppälä
Ilari Seppälä (Lapua, 27 marzo 1993) è un cestista finlandese.

## Carriera
Con la Finlandia ha disputato i Campionati europei del 2022.

## Palmarès
- Campionato finlandese: 2

Kouvot Kouvola: 2015-16
Joensuun Kataja: 2016-17